# Fènix de Ténedos
Fènix de Ténedos (en llatí Phoenix, en grec antic Φοι̂νιξ) fou un militar al servei d'alguns diàdocs, Va viure al segle IV aC.
Era nadiu de Ténedos, i va servir inicialment a l'exèrcit d'Èumenes de Càrdia l'any 321 aC, com a general. En la batalla entre Èumenes d'una banda i Cràter d'Orèstia i Neoptòlem de l'altra, va dirigir l'ala esquerra juntament amb Farnabazos, ala composta principalment de soldats asiàtics, ja que Èumenes temia posar al front de l'enemic a soldats macedonis, degut a la popularitat de Cràter. Els dos generals van atacar a l'ala macedònia dirigida per Cràter, al que van vèncer i Cràter va morir en la confusió de la batalla, segons diu Plutarc.
Una mica després Èumenes va enviar Fènix contra el rebel general Perdicas, al que va sorprendre en una ràpida marxa nocturna, i el va fer presoner quasi sense trobar resistència, segons Diodor de Sicília.
A la mort d'Èumenes va entrar al servei d'Antígon el Borni fins al 310 aC quan va secundar al general Ptolemeu, amb el que tenia una forta amistat, en la seva revolta contra Antígon. Va governar llavors la Frígia Hel·lespòntica i Antígon va enviar contra ell un exèrcit dirigit pel seu jove fill Filip. El resultat de les operacions no es coneix, però en tot cas Fènix va tornar a recuperar el favor d'Antígon i cap a l'any 302 aC era governador de Sardes. Es va haver de rendir a Prepelau, general de Lisímac de Tràcia l'any 301 aC i ja no torna a ser mencionat.